# Élet mindenáron
Az Élet mindenáron (eredeti címe: Musíme si pomáhat) 2000-ben bemutatott cseh háborús filmvígjáték, amelyet Jan Hřebejk rendezett. A forgatókönyvet Hřebejk és Petr Jarchovský készítette. A produkció főbb szerepeiben Bolek Polívka, Anna Šišková és Kassai Csongor. 2000. március 16-án mutatták be Csehországban, Magyarországon a Titanic International Filmpresence Fesztiválon volt látható 2001. október 5-én. A produkciót Oscar-díjra jelölték a legjobb idegen nyelvű film kategóriában a 73. Oscar-gálán.

## Cselekmény
A film 1939-ben Csehszlovákiában kezdődik. Horst, egy cseh-német náci kollaboráns, ételt visz munkatársának, Josefnek és feleségének, Marie-nak, akik csehek. Amikor Josef megtalálja Davidot, aki a megszállt Lengyelországban egy koncentrációs táborból szökött meg, elrejti a lakásukban. Horst váratlanul meglátogatja, és szokás szerint ajándékokat hoz. Marie azt javasolja Josefnek, hogy fogadja el Horst állásajánlatát, és lakoltassa ki a cseh zsidókat az otthonukból, hogy nagyobb védelmet kapjon, és elterelje az esetleges gyanút. Josef elfogadja, és ellenséget szerez a szomszéd Franta személyében. Marie azzal tölti a napokat, hogy franciát tanul Davidtól, és egyre gyengédebb lesz iránta. Horst látogatásai egyre gyakoribbá válnak, és egy délután megkísérli megerőszakolni Marie-t.
Josef termékenységi vizsgálatot végeztet, hogy beigazolódjon egy régi pletyka: nem lehet gyereke. Horst bosszút áll Marie-n azzal, hogy a náci felettesét akarja elszállásolni náluk, aki agyvérzést kapott. Marie arra hivatkozva utasítja el a férfit, hogy terhes. Josef ráveszi Marie-t, hogy feküdjön le Daviddal, és végül Horst bocsánatot kér.  Ahogy a németek veszítenek a második világháborúban, Horst viselkedése is kezd megváltozni. A férfi már régóta gyanakszik rá, hogy valaki még együtt él a házaspárral, de mégis átirányítja a németeket a házkutatástól. A német vereség után a csehek brutális bosszút állnak, és elfognak minden náci szimpatizánst. Marie-nak ezalatt megindul a szülése, de az egyetlen orvost, aki náci volt, már elfogták.
Az új vezető, a szomszéd Franta, nagyon is emlékszik rá, hogy Josef kilakoltatta a zsidókat, ezért elrendeli a férfi letartóztatását. Josef találkozót szervez Daviddal, cserébe kéri, hogy hadd hozza ki az orvosát a börtönből. A náci orvos azonban öngyilkos lett, ezért Josef végül Horstot szabadítja ki. A zavargások miatt David azonban máshová bújt el, és a partizánok nem hisznek Josef történetének. Eközben Horst világra segíti Marie gyermekét. A megjelenő David igazolja Josefet, és mikor rájön, hogy Horst már két éve tudott az ottlétéről, de nem árulta el, ő is azt állítja, hogy Horst Josefék orvosa.

## Szereplők
| Szerep            | Színész         | Magyar hangja |
| ----------------- | --------------- | ------------- |
| Josef Čížek       | Bolek Polívka   | Kőszegi Ákos  |
| Marie Čížková     | Anna Šišková    | Solecki Janka |
| David Wiener      | Kassai Csongor  | Fekete Zoltán |
| Horst Prohaska    | Jaroslav Dušek  | Lippai László |
| dr. Albert Kepke  | Martin Huba     | n.a           |
| František Šimáček | Jiří Pecha      | n.a           |
| Libuše Šimáčková  | Simona Stašová  | n.a           |
| SS tiszt          | Vladimír Marek  | n.a           |
| kapitány          | Richard Tesařík | n.a           |
| kapitány          | Karel Heřmánek  | n.a           |

## Fogadtatás

### Kritikai visszhang
A film kiváló kritikákat kapott. A Rotten Tomatoeson 90%-os minősítést ért el 62 értékelés alapján, az összefoglaló szerint: „Az Élet mindenáron a II. világháborút tekinti át komplex módon, ügyesen egyensúlyozva a humor és a komolyság között.” Jay Carr a Boston Globe-tól azt írta: „Jan Hrebejk rendező provokatív és merész fordulatot ad neki, a holokauszt peremén bohózatokat, szellemességet és pragmatizmust helyezve el.” Lisa Schwarzbaum az Entertainment Weeklytől azt írta: „Hrebejk tovább öregbíti országa hírnevét a filmes abszurditásról, mint a politikai őrületre adott egyetlen józan művészi reakcióról.” Lou Lumenick a New York Posttól azt írta: „Nagyon értékes alkotás a komoly társadalmi kérdéseket sötét humorral vizsgáló cseh filmesek büszke hagyományában.”
A Metacritic 69 pontot adott a 100-ból 23 vélemény alapján. Rita Kempley a Washington Posttól azt írta: „A mély, erőteljes cseh import tragikomikusan közelíti meg a holokausztot, bár Benigni filmjével ellentétben a film nem szentimentalizálja a nácik hálójába került embereket.” Ken Fox a TV Guide Magazine-tól azt írta: „Mindez nem vicces, a szürreális vonások nevetségesek, és a végső fantáziajelenet, amelyben a meggyilkolt Wiener család névtelen szellemei mosolyognak Josefre, egyszerűen émelyítő.” Kenneth Turan a Los Angeles Timestól azt írta: „A film nem csak ennyire jó, hanem ennyire csodálatosan, megkerülhetetlenül cseh.”

### Bevételi adatok
A Box Office Mojo 1,5 millió dolláros bevételt ért el, a költségvetésről nincs adat.

## Fontosabb díjak és jelölések
| Esemény                          | Díj               | Kategória                                       | Eredmény |
| -------------------------------- | ----------------- | ----------------------------------------------- | -------- |
| 73. Oscar-gála                   | Oscar-díj         | Legjobb idegen nyelvű film                      | Jelölve  |
| 2001-es Cseh Oroszlán-díjkiosztó | Cseh Oroszlán-díj | Legjobb film                                    | Elnyerte |
| 2001-es Cseh Oroszlán-díjkiosztó | Cseh Oroszlán-díj | Legjobb színész – Bolek Polívka                 | Elnyerte |
| 2001-es Cseh Oroszlán-díjkiosztó | Cseh Oroszlán-díj | Legjobb színésznő – Anna Šišková                | Elnyerte |
| 2001-es Cseh Oroszlán-díjkiosztó | Cseh Oroszlán-díj | Legjobb mellékszereplő színész – Jaroslav Dušek | Jelölve  |
| 2001-es Cseh Oroszlán-díjkiosztó | Cseh Oroszlán-díj | Legjobb rendező                                 | Elnyerte |
| 2001-es Cseh Oroszlán-díjkiosztó | Cseh Oroszlán-díj | Legjobb forgatókönyv                            | Elnyerte |
| 2001-es Cseh Oroszlán-díjkiosztó | Cseh Oroszlán-díj | Kritikusok Díja                                 | Elnyerte |